# Голдсби (Оклахома)
Голдсби (енгл. Goldsby) град је у америчкој савезној држави Оклахома.

## Демографија
По попису из 2010. године број становника је 1.801, што је 597 (49,6%) становника више него 2000. године.
| Група             | 2000.         | 2010.         |
| Белци             | 1.040 (86,4%) | 1.356 (75,3%) |
| Афроамериканци    | 0 (0,0%)      | 9 (0,5%)      |
| Азијати           | 1 (0,1%)      | 7 (0,4%)      |
| Хиспаноамериканци | 69 (5,7%)     | 237 (13,2%)   |
| Укупно            | 1.204         | 1.801         |